# Opilio pictus
Opilio pictus is een hooiwagen uit de familie echte hooiwagens (Phalangiidae).